# Rafael Grasa i Hernández
Rafael Grasa i Hernàndez (1953) és professor de Relacions Internacionals de la Universitat Autònoma de Barcelona, de la qual va dirigir el Centre d'Estudis Internacionals i va ser secretari general i vicerector. També va ser President de l'Institut Català Internacional per la Pau, ICIP. Va ser membre del Consell Assessor per a la Transició Nacional. Investiga en anàlisi i transformació de conflictes, seguretat, desenvolupament i cooperació al desenvolupament, teoria de les relacions internacionals i sistema internacional. És o ha estat membre dels consells de Global Governance, Environment and Security, Ecología Política, Revista Española de Cooperación y Desarrollo, Spanish Yearbook of International Law i ICIP Working Papers. Ha participat en processos de negociació/resolució de conflictes, desenvolupament i cooperació a Amèrica Llatina, Àfrica i Àsia central. Va participar en l'elaboració dels primers plans de cooperació al desenvolupament catalans i espanyols. En la vida cívica, va ser president de la Federació Catalana d'Organitzacions No Governamentals per al Desenvolupament (1996-1999).